# Francis Lightfoot Lee
Pour les articles homonymes, voir Francis Lee (homonymie) et Lee.
Francis Lightfoot Lee, né le 14 octobre 1734, mort le 11 juillet 1797, fut un des signataires de la déclaration d'indépendance des États-Unis en qualité de représentant de la Virginie.

## Biographie

### Enfance et études
Francis Lightfoot Lee est né le 14 octobre 1734 à Stratford Hall Plantation, dans le comté de Westmoreland, dans l'État de Virginie, de Thomas Lee (1690-1750) et Hannah Harrison Ludwell (1701-1750).
Il reçut une éducation à domicile et poursuivit des études classiques avec des professeurs privés.

### Carrière politique
En 1765, Francis Lightfoot Lee fut élu à la Chambre des Bourgeois de Virginie, où il siégea jusqu'en 1775. Il était un patriote radical, soutenant Patrick Henry, un révolutionnaire américain, dans sa lutte contre le Stamp Act.
Francis Lightfoot Lee fut ensuite appelé au Congrès général et à la Convention de Virginie en 1774. Il siégea au Sénat de Virginie de 1778 à 1782 et devint délégué au Premier Congrès continental jusqu'en 1779. En 1776, il signa la Déclaration d'indépendance des États-Unis en tant que représentant de la Virginie.

### Fin de vie
Francis Lightfoot Lee mourut à son domicile, à Menokin, en Virginie, le 11 janvier 1797. Il fut enterré aux côtés de la famille de sa femme, à Mount Airy, près de Warsaw, en Virginie.

## Vie privée

Blason de la famille Lee

- Francis Lightfoot Lee était le fils de Thomas Lee, un colon de Virginie (1690-1750) et d'Hannah Harrison Ludwell (1701-1750). Celle-ci était la fille du colonel Philip Ludwell II (1672-1726) et d'Hannah Harrison (1679-1731). Thomas Lee lui, était le fils du colonel Richard Lee II (1647-1715), et de Laetitia Corbin (vers 1657-1706). Laetitia était la fille de Henry Corbin senior (1629-1676) et d'Alice (Eltonhead) Burnham (vers 1627-1684). Richard Lee II, était le fils du colonel Richard Lee I (1618-1664) et d'Anne Constable (vers 1621-1666). Anne était la fille de Thomas Constable et tutrice de sir John Thoroughgood.
- Ses frères, William Lee (1739-1795), Richard Henry Lee (1732-1794), et Arthur Lee (1740-1792) étaient également des diplomates américains.
- Francis Lightfoot Lee se maria, en 1772, avec Rebecca Plater Tayloe (1751-1797), fille du colonel John Tayloe II (1721-1779) et de Rebecca Plater (1731-1787).

## Sources
- (en) Cet article est partiellement ou en totalité issu de l’article de Wikipédia en anglais intitulé « Francis Lightfoot Lee » (voir la liste des auteurs).